# Messios
Messios ist das dritte Studioalbum des deutschen Rappers SSIO. Es erschien am 6. Dezember 2019 über das Label Alles oder Nix Records.

## Veröffentlichung
Das Album wurde im Juni 2019 über die sozialen Medien angekündigt, zeitgleich wurde auch das Albumcover veröffentlicht. Am 26. September 2019 erschien mit Hash Hash die erste Singleauskopplung des Albums. Zu dem Song wurde auch ein Musikvideo auf YouTube veröffentlicht, welches in der japanischen Hauptstadt Tokio gedreht wurde. Nachdem im November mit Testo E, Ibis Hotel sowie HULI drei weitere Singles ausgekoppelt wurden, erschien das Album schließlich am 6. Dezember 2019 auf digitalen Vertriebswegen, auf CD, als Doppel-Vinyl sowie als Boxset.

## Musik und Inhalt
Messios wurde überwiegend vom Musikproduzenten Reaf sowie SSIO selbst produziert, ein Instrumental stammt von Maestro. An der Produktion des Instrumentals zu Zizziz wirkte zudem Peter Fox mit. Musikalisch unterscheidet sich Messios vor allem durch ein moderneres Soundbild von den beiden Vorgängeralben BB.U.M.SS.N. und 0,9. Während die Drums auf Messios noch immer stark an den für SSIO typischen Boom-Bap-Sound angelehnt sind, sind die Instrumentals deutlich „synthetischer, basslastiger und treibender“ als auf den Vorgängern.

## Titelliste
| #  | Titel                      | Produzenten     | Länge |
| -- | -------------------------- | --------------- | ----- |
| 1  | Hash Hash                  | Maestro         | 2:45  |
| 2  | Testo E                    | Reaf            | 3:02  |
| 3  | HULI                       | Reaf            | 2:48  |
| 4  | Jabi                       | Reaf            | 2:58  |
| 5  | Warum lügst du?            | Reaf, SSIO      | 3:40  |
| 6  | Hochzeitskorso             | Reaf            | 2:50  |
| 7  | Shishabar Hit              | Reaf, SSIO      | 3:03  |
| 8  | Ibis Hotel                 | Reaf            | 3:03  |
| 9  | Zizziz                     | Peter Fox, Reaf | 2:58  |
| 10 | An alle Lutschpastillen    | Reaf            | 3:01  |
| 11 | 1 min                      | Reaf, SSIO      | 2:58  |
| 12 | Von Mio zu SSIO            | Reaf, SSIO      | 3:16  |
| 13 | Übertreib nicht deine Roli | Reaf            | 3:38  |

## Singleauskopplungen
| Jahr | Titel           | Höchstplatzierung, Gesamtwochen, AuszeichnungChartplatzierungen (Jahr, Titel, , Platzierungen, Wochen, Auszeichnungen, Anmerkungen) | Höchstplatzierung, Gesamtwochen, AuszeichnungChartplatzierungen (Jahr, Titel, , Platzierungen, Wochen, Auszeichnungen, Anmerkungen) | Höchstplatzierung, Gesamtwochen, AuszeichnungChartplatzierungen (Jahr, Titel, , Platzierungen, Wochen, Auszeichnungen, Anmerkungen) | Anmerkungen                              |
| Jahr | Titel           | DE | AT | CH | Anmerkungen                              |
| --- | --------------- | --- | --- | --- | ---------------------------------------- |
| 2019 | Hash Hash       | DE8 (5 Wo.)DE | AT16 (2 Wo.)AT | CH17 (2 Wo.)CH | Erstveröffentlichung: 27. September 2019 |
| 2019 | Testo E         | DE27 (3 Wo.)DE | AT67 (1 Wo.)AT | CH68 (1 Wo.)CH | Erstveröffentlichung: 1. November 2019   |
| 2019 | Ibis Hotel      | DE20 (3 Wo.)DE | AT70 (1 Wo.)AT | CH73 (1 Wo.)CH | Erstveröffentlichung: 22. November 2019  |
| 2019 | Huli            | DE24 (2 Wo.)DE | — | CH68 (1 Wo.)CH | Erstveröffentlichung: 29. November 2019  |
| Folgende Lieder erschienen nicht als Single, wurden aber durch das Album zum Download und Streaming bereitgestellt und konnten somit eine Platzierung erlangen: |                 | | | |                                          |
| |                 | | | |                                          |
| 2019 | Warum lügst du? | DE49 (1 Wo.)DE | — | — | Charteinstieg: 13. Dezember 2019         |

## Rezeption
Louis Richter vom Hip-Hop-Magazin Juice bewertete Messios mit 4,5 von 6 Kronen. SSIO habe es mit dem Album geschafft, „seinem Sound ein Update zu verpassen, ohne auch nur einen Prozent seiner künstlerischen Identität zu veräußern“. Auch Rap.de äußerte sich positiv zum Album und urteilte: „Die Beats ballern mit jeder Menge Wiedererkennungswert aus den Boxen, der Humor ist abgedreht und meistens on point. Außerdem rappt SSIO aus technischer Sicht absolut überragend und stilsicher. Über inhaltliche Eskapaden muss man deshalb zwar nicht hinwegsehen, schmälern tut es die schier grandiose Qualität des Albums in seinen anderen Aspekten aber auch nicht.“
Michael Collins von MZEE lobte vor allem die „abwechslungsreichen Produktionen“, die ein „zeitgemäßes Soundbild ergeben, ohne sich dabei Trends anzubiedern“. Er resümierte: „SSIO weiß auf Messios seine Stärken so auszuspielen, dass nicht der Eindruck entsteht, man würde dasselbe Album zum dritten Mal verkaufen wollen. Dem Rapper gelingt ein Spagat zwischen sprachlicher Härte, Lockerheit im Auftreten sowie stetiger Kritik an der Szene – und all das, ohne sich selbst dabei zu ernst zu nehmen.“
Mirco Leier vom Online-Magazin Laut.de bewertete Messios mit drei von fünf Sternen. Das Album biete den für SSIO typischen „Straßenrap mit Augenzwinkern“, drehe sich jedoch inhaltlich im Kreis und sei insgesamt weniger überzeugend als die Vorgängeralben. Messios sei somit ein „gelungenes Straßenrap-Album, das hin und wieder deutlich über die Stränge schlägt und seiner massiven Erwartungshaltung nur in Ansätzen gerecht wird“.
Christopher Sennfelder rezensierte das Album für Plattentests.de und vergab dabei sechs von zehn Punkten. Er bezeichnete Messios als „grundsolides Album“ mit Unterhaltungswert, kritisierte jedoch die fehlende Abwechslung und mangelnde Innovation bezüglich der behandelten Themen.
Das Hip-Hop-Magazin Backspin bezeichnete das Album als „würdigen Nachfolger“ für die beiden Vorgänger BB.U.M.SS.N. und 0,9 und urteilte: „SSIO und seine Produzenten haben zeitgemäß den guten, humorvollen Rap […] direkt neben den aktuell etwas anderen Trend-Sound gestellt.“.

## Chartplatzierungen
Messios stieg in der Chartwoche des 13. Dezember 2019 auf Position zwei in die deutschen Albumcharts ein und musste sich lediglich The Christmas Present von Robbie Williams geschlagen geben. Das Album platzierte sich eine Woche in den Top 10 sowie zehn Wochen am Stück in den Top 100, letztmals am 14. Februar 2020. Darüber hinaus erreichte es die Chartspitze der deutschsprachigen Albumcharts sowie die Chartspitze der Hip-Hop-Charts. Beide Chartauswertungen fürte SSIO nach 0,9 (Januar 2016) zum zweiten Mal an.
In Österreich schaffte es das Album auf Platz elf und in der Schweiz auf Platz sieben der Charts.
| ChartsChartplatzierungen | Höchstplatzierung | Wochen |
| ------------------------ | ----------------- | ------ |
| Deutschland (GfK)        | 2 (10 Wo.)        | 10     |
| Österreich (Ö3)          | 11 (1 Wo.)        | 1      |
| Schweiz (IFPI)           | 7 (2 Wo.)         | 2      |